# Catedral Nova de Salamanca
A Catedral Nova de Salamanca é, em conjunto com a Catedral Velha, uma das catedrais de Salamanca, em Castela e Leão, em Espanha. É a sede da diocese de Salamanca.
Foi construída entre os séculos XVI e XVIII basicamente em dois estilos: gótico tardio e barroco.